# Агенты «Щ.И.Т.»: Двойной агент
«Аге́нты „Щ. И. Т.“: Двойной агент» (англ. Agents of S.H.I.E.L.D.: Double Agent) — американский комедийный пятисерийный интерактивный мини-веб-сериал 2015 года, совмещающий научную фантастику и закадровую съёмку телесериала «Агенты „Щ. И. Т.“» (основанного на комиксах издательства Marvel Comics о вымышленной шпионской контртеррористической организации «Щ.И.Т.»).
В отличие от вышедших позже веб-сериалов «WHIH Newsfront», «Агенты „Щ. И. Т.“: Йо-Йо» и «TheDailyBugle.net», «Аге́нты „Щ. И. Т.“: Двойной агент» связан с Кинематографической вселенной Marvel (КВМ), но не является каноничным для данной франшизы и её медиа, таких как кинофильмы и телесериалы, точно так же, как веб-сериалы «Агенты „Щ. И. Т.“: Рассекречено» (2013—2014) и «Агенты „Щ. И. Т.“: Академия» (2016).
Веб-сериал получил номинацию на премию Гильдии продюсеров Америки и имеет положительные рейтинги.

## Сюжет

Алекс Майнд в исполнении Джозефа Беарора в третьем эпизоде веб-сериала.

Сюжет представляет собой метаповествование и сосредоточен на Алексе — новом помощнике по производству «Агентов „Щ. И. Т.“», являющемся на самом деле двойным агентом и работающем на загадочного врага под псевдонимом Вдохновитель (The Mastermind), целью которого является сбор спойлеров для поклонников сериала. В каждом эпизоде Вдохновитель приказывает Алексу проникать в различные закрытые зоны съёмочной площадки, включая, например, административные кабинеты, гардероб и павильон звукозаписи. В последнем эпизоде выявилось, что Вдохновитель — это Стэн Ли, представившийся псевдонимом-анаграммой Лэн Сти (Lan Stee).

## Производство

### Разработка
Веб-сериал спродюсирован компанией ABC Studios и профинансирован автомобильной компанией Lexus, визуальными эффектами (3D-сканированием) занималась студия TNG Visual Effects. Продюсерами веб-сериала выступили Пастор Альварадо III и Джеффри Коло, сценарий каждого эпизода написали Джордж Китсон и Шарла Оливер. Оператор — Оскар Чавез.

### Кастинг

Стэн Ли в образе Вдохновителя / Лэна Сти в финальном эпизоде веб-сериала.

Основные роли оригинальных персонажей в веб-серале исполнили: Джозеф Беарор (Алекс Майнд), Маркус Чои (Дирк / Оперативник-616), Стэн Ли (Вдохновитель / Лэн Сти) и Мишель Ортис (Сэм). Четырёх других оригинальных персонажей — сотрудников Службы безопасности Marvel — сыграли: Этан Стоун, Лаура Харман, Кристофер Лондон и Джошуа Иезекиль Паркер.
Среди реальной съёмочной группы сериала: Бриана Эйби (редактор), Скотт Бауэр (реквизитор), Крис Шерами (сопродюсер), Энн Фоли (художница по костюмам), Роберт Париджи (помощник продюсера), Даниэль Спилатро (Дэн — координатор постпродакшна), Джед Уидон (играет самого себя). В роли самих себя также снялись актёры «Агентов „Щ. И. Т.“»: Хлоя Беннет (Дейзи «Скай» Джонсон), Бретт Далтон (Грант Уорд), Кларк Грегг (Фил Колсон), Элизабет Хенстридж (Джемма Симмонс), Эдрианн Палики (Барбара «Бобби» Морс / Пересмешница), Минг-На Вен (Мелинда Мэй).

### Маркетинг и релиз
Тизер был опубликован на YouTube-канале Marvel Entertainment 3 марта 2015 года. Все пять эпизодов выпускались параллельно со второй половиной второго сезона «Агентов „Щ. И. Т.“» раз в несколько недель с 4 марта 2015 года по 6 мая 2015 года и в настоящее время доступны на сайте ABC.com или по ссылке-перенаправлению MarvelsDoubleAgent.com, а также в мобильном приложении ABC. Первый эпизод также добавил интерактивность веб-сериалу: зрители могли проголосовать за то, где Алекс будет шпионить дальше, а также могли принять участие в тотализаторе, чтобы выиграть призы, «украденные» со съёмочной площадки; победителя должны были объявить 15 мая.
Официального выхода веб-сериала на DVD или Blu-Ray не было.

## Эпизоды
| № | Название                                                     | Режиссёр             | Автор сценария              | Дата премьеры  | Рейтинг IMDb |
| --- | ------------------------------------------------------------ | -------------------- | --------------------------- | -------------- | ------------ |
| 1 | «Infiltrating the Set» «Проникновение на съёмочную площадку» | Пастор Альварадо III | Джордж Китсон, Шарла Оливер | 4 марта 2015   | 6.9          |
| Двойной агент проникает на съёмочную площадку «Агентов „Щ.И.Т.“». Работающий на теневую фигуру, известную как Вдохновитель, агент встречает исполняющую регулярную роль актрису Минг-На Вен (агент Мелинда Мэй) и соавтора телешоу Джеда Уидона. Чтобы раскрыть секреты сериала, агент пытается опередить Службу безопасности Marvel. |                                                              |                      |                             |                |              |
| 2 | «Searching for Secrets» «В поисках секретов»                 | Неизвестно           | Джордж Китсон, Шарла Оливер | 18 марта 2015  | 7.0          |
| Двойной агент посещает различные производственные отделы. Он использует эту возможность, чтобы тайно собрать информацию для Вдохновителя, и в процессе встречается с Эдрианной Палики (агент Бобби Морс), художником по костюмам Энн Фоули и мастером реквизита Скоттом Бауэром. Но Служба безопасности Marvel всегда начеку.         |                                                              |                      |                             |                |              |
| 3 | «Security Alert» «Предупреждение системы безопасности»       | Брайан А. Лоскьяво   | Джордж Китсон, Шарла Оливер | 1 апреля 2015  | 7.2          |
| Вдохновитель даёт двойному агенту своё самое опасное задание. После стычки с Бреттом Далтоном (Грант Уорд) съёмочная площадка оказывается заблокирована Службой безопасности Marvel. В разгар отчаянной погони двойной агент неожиданно встречается с Элизабет Хенстридж (агент Джемма Симмонс).                                      |                                                              |                      |                             |                |              |
| 4 | «Post Heist» «Ограбление почты»                              | Брайан А. Лоскьяво   | Джордж Китсон, Шарла Оливер | 22 апреля 2015 | 6.8          |
| Двойному агенту поручено найти финал второго сезона, но его миссия идёт не по плану. Уклоняясь от Службы безопасности Marvel, он сталкивается с Хлоей Беннет (агент Скай) и продюсерами постпродакшна Крисом Шерами и Робертом Париджи.                                                                                               |                                                              |                      |                             |                |              |
| 5 | «The Mastermind Is Revealed» «Вдохновитель раскрыт»          | Неизвестно           | Джордж Китсон, Шарла Оливер | 6 мая 2015     | 6.8          |
| В бегах с украденной копией финала «Агентов „Щ.И.Т.“» двойной агент оказывается в отчаянной автомобильной погоне со Службой безопасности Marvel. Истинная личность Вдохновителя раскрывается, Кларк Грегг узнаёт в нём Стэна Ли, на что тот отвечает: «Не называй меня так! Я его злой клон, Лэн Сти!»                                |                                                              |                      |                             |                |              |

## Актёры и персонажи

### Главные герои
| Актёр         | Роль                   |
| ------------- | ---------------------- |
| Джозеф Беарор | Алекс Майнд            |
| Маркус Чои    | Дирк                   |
| Стэн Ли       | Вдохновитель / Лэн Сти |
| Мишель Ортис  | Сэм                    |

### Гостевые появления
| Актёр              | Роль               |
| ------------------ | ------------------ |
| Хлоя Беннет        | играет саму себя   |
| Бретт Далтон       | играет самого себя |
| Кларк Грегг        | играет самого себя |
| Элизабет Хенстридж | играет саму себя   |
| Эдрианн Палики     | играет самого себя |
| Минг-На Вен        | играет саму себя   |

## Приём
| Рейтинги  | Рейтинги |
| Издание   | Оценка |
| --------- | --- |
| IMDb      | 7,4 из 10 звёзд · 7,4 из 10 звёзд · 7,4 из 10 звёзд · 7,4 из 10 звёзд · 7,4 из 10 звёзд · 7,4 из 10 звёзд · 7,4 из 10 звёзд · 7,4 из 10 звёзд · 7,4 из 10 звёзд · 7,4 из 10 звёзд |
| MyShows   | 3,5 из 5 звёзд · 3,5 из 5 звёзд · 3,5 из 5 звёзд · 3,5 из 5 звёзд · 3,5 из 5 звёзд                                                                                                |
| Кинопоиск | 5,6 из 10 звёзд · 5,6 из 10 звёзд · 5,6 из 10 звёзд · 5,6 из 10 звёзд · 5,6 из 10 звёзд · 5,6 из 10 звёзд · 5,6 из 10 звёзд · 5,6 из 10 звёзд · 5,6 из 10 звёзд · 5,6 из 10 звёзд |
| ČSFD      | 5 из 10 звёзд · 5 из 10 звёзд · 5 из 10 звёзд · 5 из 10 звёзд · 5 из 10 звёзд · 5 из 10 звёзд · 5 из 10 звёзд · 5 из 10 звёзд · 5 из 10 звёзд · 5 из 10 звёзд                     |

«Двойной агент» был номинирован на 27-ю премию Гильдии продюсеров Америки (PGA Awards) в категории «Лучший веб-сериал» (Outstanding Digital Series), но в итоге проиграл комедийному ток-шоу «Комики за рулём в поисках кофе».
По выражению доцента кафедры коммуникации Университета Центрального Миссури Майкла Грейвса (Michael Graves) в книге Make Ours Marvel: Media Convergence and a Comics Universe, веб-сериал представляет собой более перформативный паратекст, чем Marvel One-Shots (рус. Короткометражки Marvel), и даёт внетекстовую информацию о производстве телесериала.
По состоянию на 11 июня 2023 года веб-сериал имеет пользовательские рейтинги 7.4/10 на сайте IMDb (на основе более 2100 оценок), 5.6/10 на «Кинопоиске» (при более 400 оценок), 3.56/5 на сайте MyShows (при более 200 оценок) и 54 % на сайте ČSFD.

### Комментарии
1. ↑  Ранее, на San Diego Comic-Con 2014, Marvel Custom Solutions и Lexus выпустили лимитированным тиражом одиночный комикс-тай-ин под названием Agents of S.H.I.E.L.D.: The Chase[5]. А позже компанией Lexus также был спродюсирован веб-сериал «Агенты „Щ. И. Т.“: Академия»[6].
2. ↑  Псевдоним Дирка "Оперативник 616" — это отсылка к основному миру мультивселенной Marvel под номером Земля-616[9].